# Anabarhynchus spiniger
Anabarhynchus spiniger är en tvåvingeart som beskrevs av Lyneborg 1992. Anabarhynchus spiniger ingår i släktet Anabarhynchus och familjen stilettflugor. Inga underarter finns listade i Catalogue of Life.